# Tagora murina
Tagora murina är en fjärilsart som beskrevs av Moore. Tagora murina ingår i släktet Tagora och familjen Eupterotidae. Inga underarter finns listade i Catalogue of Life.